# Liste der Naturdenkmale in Ludwigsburg
| Naturdenkmale | Anzahl |
| ------------- | ------ |
| FND           | 17     |
| END           | 12     |
| Gesamt        | 29     |

Die Liste der Naturdenkmale in Ludwigsburg nennt die verordneten Naturdenkmale (ND) der im baden-württembergischen Landkreis Ludwigsburg liegenden Stadt Ludwigsburg. In Ludwigsburg gibt es insgesamt 29 als Naturdenkmal geschützte Objekte, davon 17 flächenhafte Naturdenkmale (FND) und 12 Einzelgebilde-Naturdenkmale (END).
Stand: 30. Oktober 2016.

## Flächenhafte Naturdenkmale (FND)
| Name                                      | Bild | Kennung     | Einzelheiten | Position | Fläche Hektar | Datum        |
| ----------------------------------------- | ---- | ----------- | ------------ | -------- | ------------- | ------------ |
| Bruchwald mit Quellen im Gewann Brandrain | BW   | 81180480028 | Ludwigsburg  | ⊙        | 1,0           | 2. Apr. 1993 |
| Ehemalige Mergelgrube im Gewann Bangert   |      | 81180480027 | Ludwigsburg  | ⊙        | 0,2           | 2. Apr. 1993 |
| Ehemaliger Steinbruch beim Brückenhaus    |      | 81180480013 | Ludwigsburg  | ⊙        | 2,5           | 7. Juli 1989 |
| Feldgehölz Riedwiesen                     | BW   | 81180480024 | Ludwigsburg  | ⊙        | 1,2           | 7. Juli 1989 |
| Feuchtgebiet „Froschlache“                | BW   | 81180480003 | Ludwigsburg  | ⊙        | 0,0           | 7. Juli 1989 |
| Geologischer Aufschluss „Am Schlossberg“  |      | 81180480014 | Ludwigsburg  | ⊙        | 0,1           | 7. Juli 1989 |
| Geologischer Aufschluss, Steppenheidewald | BW   | 81180480010 | Ludwigsburg  | ⊙        | 0,8           | 7. Juli 1989 |
| Hecke im Gewann Nußäcker                  |      | 81180480021 | Ludwigsburg  | ⊙        | 0,1           | 7. Juli 1989 |
| Hecken und Trockenrasen im Gschnait       | BW   | 81180480029 | Ludwigsburg  | ⊙        | 0,9           | 2. Apr. 1993 |
| Heide und Gehölz am Roßberg I             | BW   | 81180480022 | Ludwigsburg  | ⊙        | 2,0           | 7. Juli 1989 |
| Heide und Gehölz am Roßberg II            | BW   | 81180480023 | Ludwigsburg  | ⊙        | 0,4           | 7. Juli 1989 |
| Hohle „Unterer Häusinger Weg“             | BW   | 81180480012 | Ludwigsburg  | ⊙        | 0,9           | 7. Juli 1989 |
| Hohlweg „Grasinger Rain“                  | BW   | 81180480002 | Ludwigsburg  | ⊙        | 1,0           | 7. Juli 1989 |
| Klingenbächle und Umgebung                | BW   | 81180480008 | Ludwigsburg  | ⊙        | 1,9           | 7. Juli 1989 |
| Lindenallee                               | BW   | 81180480015 | Ludwigsburg  | ⊙        | 0,0           | 7. Juli 1989 |
| Pflanzenstandort am „Bocksberg“           | BW   | 81180480030 | Ludwigsburg  | ⊙        | 0,1           | 2. Apr. 1993 |
| Roßbrunnenquelle                          |      | 81180480011 | Ludwigsburg  | ⊙        | 0,0           | 7. Juli 1989 |
| Legende für Naturdenkmal                  |      |             |              |          |               |              |

## Einzelgebilde (END)
| Name                     | Bild | Kennung     | Einzelheiten | Position | Fläche Hektar | Datum        |
| ------------------------ | ---- | ----------- | ------------ | -------- | ------------- | ------------ |
| 1 Einblattesche          | BW   | 81180480007 | Ludwigsburg  | ⊙        | 0,0           | 7. Juli 1989 |
| 1 Holzapfelbaum          | BW   | 81180480020 | Ludwigsburg  | ⊙        | 0,0           | 7. Juli 1989 |
| 1 Linde                  | BW   | 81180480026 | Ludwigsburg  | ⊙        | 0,0           | 2. Apr. 1993 |
| 1 Mostbirnbaum           | BW   | 81180480009 | Ludwigsburg  | ⊙        | 0,0           | 7. Juli 1989 |
| 1 Mostbirnbaum           | BW   | 81180480018 | Ludwigsburg  | ⊙        | 0,0           | 7. Juli 1989 |
| 1 Rosskastanie           |      | 81180480025 | Ludwigsburg  | ⊙        | 0,0           | 7. Juli 1989 |
| 1 Stieleiche             |      | 81180480004 | Ludwigsburg  | ⊙        | 0,0           | 7. Juli 1989 |
| 1 Stieleiche             | BW   | 81180480017 | Ludwigsburg  | ⊙        | 0,0           | 7. Juli 1989 |
| 1 Stieleiche             | BW   | 81180480019 | Ludwigsburg  | ⊙        | 0,0           | 7. Juli 1989 |
| 1 Traubeneiche           |      | 81180480006 | Ludwigsburg  | ⊙        | 0,0           | 7. Juli 1989 |
| 1 Walnussbaum            | BW   | 81180480016 | Ludwigsburg  | ⊙        | 0,0           | 7. Juli 1989 |
| 2 Stieleichen            |      | 81180480005 | Ludwigsburg  | ⊙        | 0,0           | 7. Juli 1989 |
| Legende für Naturdenkmal |      |             |              |          |               |              |